# Semen Padang FC
El Semen Padang FC es un equipo de fútbol profesional de Indonesia que juega en la Liga 1 de Indonesia. 
Fue fundado en el año 1980 en la ciudad de Padang y su dueño es la PT Kabau Sirah Semen Padang, una compañía productora de cemento.
Antes de la creación de la Liga Indonesia, el equipo militaba en la Galatama, la cual ganaron en 1 ocasión y han ganado la Liga Indonesia 1 vez. Desde que llegó a la Liga Indonesia generó una rivalidad con el PSP Padang en el llamado Derby Kalasik.
A nivel internacional ha participado en 2 torneos continentales, donde su mejor participación ha sido en la Recopa de la AFC de 1994, en la que alcanzaron los cuartos de final.

## Palmarés
- Galatama: 1

1992
- Liga Indonesia: 1

2011/12

## Participación en competiciones de la AFC
- Copa AFC: 1 aparición

2013 -
- Recopa de la AFC: 1 aparición

1994 - Cuartos de final